# Alessandro Micai
Alessandro Micai (Mantova, 24 luglio 1993) è un calciatore italiano, portiere del CFR Cluj.

## Caratteristiche tecniche
Micai ha ottimi fondamentali, fra i quali spicca l’abilità fra i pali ma anche nelle uscite, oltre alla buona facilità di calcio nei rinvii, nonché il carisma nel comandare il reparto arretrato.

## Carriera

### Gli inizi
Nato a Mantova, inizia nelle giovanili della sua città per poi passare, dopo il fallimento, alla primavera del Varese allenata da Devis Mangia. Sempre con Mangia come allenatore, passa poi alla primavera del Palermo con cui è titolare nella stagione 2011-2012 e al termine della quale viene eletto miglior portiere della categoria.
Il 29 giugno del 2012 il Como ufficializza l'arrivo in prestito di Micai per la seguente stagione in Lega Pro Prima Divisione. Nella società lariana gioca in tutto 14 partite, contribuendo al 12º posto nel girone A.
Nella stagione seguente, il Südtirol comunica di aver acquistato in comproprietà dal Palermo i diritti sportivi del calciatore. Micai gioca quindi la stagione 2013-2014 a Bolzano. Durante la partita contro la Reggiana, Micai è accusato di un brutto gesto contro la curva granata e subisce una squalifica di due partite. Nella squadra altoatesina colleziona 18 presenze e termina la stagione al terzo posto in classifica.

### Bari
Con l'arrivo di Devis Mangia a Bari, il tecnico decide di riportare con sé il calciatore. il 22 luglio 2014 il Bari comunica di aver acquistato a titolo definitivo il cartellino del giocatore dal Südtirol. Nella stagione 2014-2015 gioca solo le ultime due gare del campionato subendo in tutto 3 reti. La squadra termina al decimo posto in classifica.
Nella stagione seguente, dopo la fine del prestito di Antonio Donnarumma, viene promosso secondo portiere. A seguito della squalifica di Enrico Guarna, Micai fa il suo esordio stagionale alla 26ª giornata contro l'Avellino. Complice una buona prestazione ed un rigore parato, Micai giocherà da titolare tutte le seguenti partite. Il Bari terminerà la stagione al quinto posto in classifica accedendo ai Play-off, venendo però eliminato al primo turno. Micai gioca in tutto 17 partite subendo 19 gol (18 partite e 23 gol se si considerano i Play-off).
Nella stagione 2016-2017 Micai si appresta a giocare da titolare quella che sarà per lui la terza stagione con la maglia biancorossa. il 5 aprile 2017 la società comunica di aver prolungato il contratto del giocatore fino a giugno 2020. La squadra termina la stagione al 12º posto in classifica. Tra campionato e Coppa Italia, Micai gioca in tutto 41 partite.
Nella stagione seguente Micai è ancora in biancorosso ed esordisce con la maglia dei galletti al secondo turno di Coppa Italia nella partita vinta per 2-1 contro il Parma. La stagione termina con la squadra biancorossa in zona play-off dopo il 7º posto in classifica. Tuttavia il Bari verrà eliminato dal Cittadella.
A fine stagione Micai viene nominato miglior portiere della Serie B 2017-2018. A seguito del fallimento del Bari avvenuto nell'estate dello stesso anno, Micai rimane svincolato.

### Salernitana e prestito alla Reggina
Il 2 agosto 2018 la Salernitana comunica di aver raggiunto l’accordo con il giocatore il quale firma un contratto fino al 2023. Titolare dei campani nei primi 2 anni, al terzo viene messo ai margini della rosa.
Il 13 luglio 2021 viene ceduto in prestito con diritto di riscatto alla Reggina.
A fine stagione rientra alla Salernitana e viene confermato come terzo portiere dietro Luigi Sepe e Vincenzo Fiorillo.

### Cosenza
Il 3 gennaio 2023 passa a titolo definitivo al Cosenza, con cui sottoscrive un contratto fino al termine della stagione. Con i Lupi raggiunge la salvezza attraverso i play-out di Serie B, avendo la meglio nel doppio confronto contro il Brescia.
Il 5 luglio seguente firma un nuovo accordo con il club calabrese valido sino al 30 giugno 2026. Al termine della stagione 2024-2025, culminata con la retrocessione della squadra calabrese in Serie C, il 1º luglio 2025 risolve il contratto con un anno d'anticipo, chiudendo la sua esperienza in rossoblù con 97 presenza complessive.

### CFR Cluj
Il 6 luglio 2025 viene ingaggiato a parametro zero dal CFR Cluj, squadra della massima serie romena.

## Statistiche

### Presenze e reti nei club
Statistiche aggiornate al 13 maggio 2025.
| Stagione           | Squadra            | Campionato         | Campionato | Campionato | Coppe nazionali | Coppe nazionali | Coppe nazionali | Coppe continentali | Coppe continentali | Coppe continentali | Altre coppe | Altre coppe | Altre coppe | Totale | Totale |
| Stagione           | Squadra            | Comp               | Pres       | Reti       | Comp            | Pres            | Reti            | Comp               | Pres               | Reti               | Comp        | Pres        | Reti        | Pres   | Reti   |
| ------------------ | ------------------ | ------------------ | ---------- | ---------- | --------------- | --------------- | --------------- | ------------------ | ------------------ | ------------------ | ----------- | ----------- | ----------- | ------ | ------ |
| 2012-2013          | Como               | 1D                 | 14         | -21        | CI-LP           | 2               | -2              | -                  | -                  | -                  | -           | -           | -           | 16     | -23    |
| 2013-2014          | Südtirol           | 1D                 | 18         | -27        | CI+CI-LP        | 2+0             | -5              | -                  | -                  | -                  | -           | -           | -           | 20     | -32    |
| 2014-2015          | Bari               | B                  | 2          | -3         | CI              | 0               | 0               | -                  | -                  | -                  | -           | -           | -           | 2      | -3     |
| 2015-2016          | Bari               | B                  | 17+1       | -19 + -4   | CI              | 0               | 0               | -                  | -                  | -                  | -           | -           | -           | 18     | -23    |
| 2016-2017          | Bari               | B                  | 39         | -38        | CI              | 2               | -1              | -                  | -                  | -                  | -           | -           | -           | 41     | -39    |
| 2017-2018          | Bari               | B                  | 41+1       | -45+ -2    | CI              | 2               | -2              | -                  | -                  | -                  | -           | -           | -           | 44     | -49    |
| Totale Bari        | Totale Bari        | Totale Bari        | 99+2       | -105 + -6  |                 | 4               | -3              |                    | -                  | -                  |             | -           | -           | 105    | -114   |
| 2018-2019          | Salernitana        | B                  | 36+2       | -57+ -2    | CI              | 2               | -3              | -                  | -                  | -                  | -           | -           | -           | 40     | -62    |
| 2019-2020          | Salernitana        | B                  | 34         | -45        | CI              | 2               | -5              | -                  | -                  | -                  | -           | -           | -           | 36     | -50    |
| 2020-2021          | Salernitana        | B                  | 0          | 0          | CI              | 0               | 0               | -                  | -                  | -                  | -           | -           | -           | 0      | 0      |
| 2021-2022          | Reggina            | B                  | 16         | -17        | CI              | 1               | -2              | -                  | -                  | -                  | -           | -           | -           | 17     | -19    |
| 2022-gen. 2023     | Salernitana        | A                  | 0          | 0          | CI              | 0               | 0               | -                  | -                  | -                  | -           | -           | -           | 0      | 0      |
| Totale Salernitana | Totale Salernitana | Totale Salernitana | 70+2       | -102 + -2  |                 | 4               | -8              |                    | -                  | -                  |             | -           | -           | 76     | -112   |
| gen.-giu. 2023     | Cosenza            | B                  | 19+2       | -21 + -0   | CI              | -               | -               | -                  | -                  | -                  | -           | -           | -           | 21     | -21    |
| 2023-2024          | Cosenza            | B                  | 37         | -41        | CI              | 1               | -5              | -                  | -                  | -                  | -           | -           | -           | 38     | -46    |
| 2024-2025          | Cosenza            | B                  | 37         | -53        | CI              | 1               | -2              | -                  | -                  | -                  | -           | -           | -           | 38     | -55    |
| Totale Cosenza     | Totale Cosenza     | Totale Cosenza     | 95         | -115       |                 | 2               | -7              |                    | -                  | -                  |             | -           | -           | 97     | -122   |
| 2025-2026          | CFR Cluj           | L1                 | -          | -          | CR              | -               | -               | UEL                | -                  | -                  | SR          | -           | -           | -      | -      |
| Totale carriera    | Totale carriera    | Totale carriera    | 316        | -395       |                 | 15              | -27             |                    | -                  | -                  |             | -           | -           | 331    | -422   |